# Spilosoma krausmanni
Spilosoma krausmanni är en fjärilsart som beskrevs av Gerh. 1953. Spilosoma krausmanni ingår i släktet Spilosoma och familjen björnspinnare. Inga underarter finns listade i Catalogue of Life.